# Alscheid
Ne doit pas être confondu avec Altscheid.
Alscheid (luxembourgeois : Alschent) est une section de la commune luxembourgeoise de Kiischpelt située dans le canton de Wiltz.

## Géographie
Le village est situé à une altitude de 380 m.

## Histoire
Alscheid était une commune et son chef-lieu jusqu’au 17 avril 1914 quand le nom et le chef-lieu de la commune furent changés en Kautenbach.